# Jens Daugaard-Jensen
Jens Daugaard-Jensen (* 24. März 1871 in Skovgårde, Nørager Sogn; † 27. November 1938 in Gentofte) war ein dänischer Jurist, Beamter und Inspektor in Grönland.

## Leben

### Frühes Leben
Jens Daugaard-Jensen wurde in einem Dorf im Norden von Djursland geboren. Seine Eltern waren der Gastwirt und Hotelbesitzer Peder Johannes Jensen (1841–1903) und seine Frau Petrine Daugaard (1848–1925). Er besuchte die Schule in Randers, die er mit dem Präliminärexamen abschloss. Anschließend arbeitete er in Mariager und Terndrup in der Herredsverwaltung. Später war er in einer Anwaltskanzlei in Kopenhagen beschäftigt. Er begann ein Jurastudium, das er 1892 als cand.jur. abschloss, und arbeitete fortan wieder als Bevollmächtigter in Terndrup.

### Beginn beim KGH und Zeit als Inspektor
1893 wurde er als Volontär bei Den Kongelige Grønlandske Handel angestellt. Im Folgejahr wurde er nach Grönland gesandt, wo er als Volontär in Uummannaq tätig wurde. Nach nur einem Jahr kehrte er nach Kopenhagen zurück. 1898 wurde er zum Bevollmächtigten befördert. Am 5. Mai 1900 heiratete er in Nakskov Ida Louise Catharina Jensen (1875–1955), Tochter des Landinspektors Niels Jensen (1830–1903) und seiner Frau Christine Marie Brodersen (1843–1920). Kurz zuvor war er am 13. Februar 1900 als Nachfolger des 1898 zurückgetretenen Niels Alfred Andersen zum Inspektor von Nordgrönland ernannt, wobei er das Amt vom kommissarisch wirkenden Johan Carl Joensen übernahm. Mit Ausnahme von 1907/08 hielt er sich von 1905 bis 1912 jeden Winter in Dänemark auf.

### Zeit als Direktor
Nach der Zusammenlegung der 1908 getrennten Direktorenämter von Handel und Verwaltung Grönlands unter Grønlands Styrelse wurde Jens Daugaard-Jensen am 13. Juli 1912 zum Direktor ernannt. Unter ihm fanden eine Reihe Modernisierungsreformen in Grönland statt. Die wirtschaftliche Grundlage wandelte sich von Jagd zu Fischerei, neue politische Gremien wie Grønlands Landsråd wirkten (auch wenn dieser bereits 1911 erstmals gewählt wurde) und gaben der Bevölkerung somit ein größeres Mitspracherecht. Unter ihm wurden Rechts-, Bildungs- und Gesundheitswesen reformiert. Er setzte sich jedoch auch weiterhin mit konservativer Haltung für die Beibehaltung des Handelsmonopols ein, um die Bevölkerung nicht einer zu schnellen „Zivilisierung“ auszusetzen. Trotz starken externen Einflüssen bemühte er sich um eine kontrollierte Modernisierung in der ersten Hälfte des 20. Jahrhunderts, die erst durch den Zweiten Weltkrieg zu einer mehr und mehr unkontrollierten Modernisierung werden sollte. Er führte das Amt bis 1938 aus, als er im Alter von 67 Jahren starb. Er wurde auf dem Bispebjerg Kirkegård in Kopenhagen beigesetzt.

### Mitgliedschaften, Auszeichnungen und Ehrungen
Jens Daugaard-Jensen war Vorsitzender von Kong Chr. Xs og dronning Alexandrines Grønlandsfond, Vizevorsitzender der Kommission für wissenschaftliche Untersuchungen in Grönland, Vorsitzender des Ortsnamenausschusses für Grönland, ab 1937 Ehrenmitglied von Det Grønlandske Selskab, Direktionsberater der Kryolitselskabet Øresund, Mitglied des Rats für die Königliche Geografische Gesellschaft und des Vorstands von Grønlands Kirkesag.
Jens Daugaard-Jensen wurde 1913 zum Ritter des Dannebrogordens ernannt, wurde 1921 Dannebrogmand, 1929 zum Kommandeur und 1934 zum Kommandeur 1. Grades. Daneben war er Kommandeur der französischen Ehrenlegion, trug das Großkreuz des Kolonial-Ordens vom Stern von Italien, war Ritter des norwegischen Sankt-Olav-Ordens und trug das Ehrenzeichen des Deutschen Roten Kreuzes.
Das Daugaard-Jensen Dal östlich von Kangerluk auf der Diskoinsel, das Daugaard-Jensen Land in Nordgrönland, das Kap Daugaard-Jensen in Peary Land und der Daugaard-Jensen Gletsjer, der in den Kangertittivaq mündet, sind nach ihm benannt.